# Thẻ xanh lục
Thẻ xanh lục là một loại thẻ được dùng trong bóng đá. Thẻ phạt này có màu xanh lục thay vì màu vàng như thẻ vàng (phạt cảnh cáo) và màu đỏ như thẻ đỏ (để truất quyền thi đấu, đuổi khỏi sân cỏ).

## Công dụng
Loại thẻ này là một loại thẻ mới, không có trong Luật Bóng đá của FIFA. Nó không dùng để phạt các cầu thủ như thẻ đỏ, thẻ vàng, thẻ xanh dương và thẻ trắng. Ngược lại, thẻ xanh lục dùng để thưởng các cầu thủ có hành động đẹp (còn gọi là fair-play) trong bóng đá.
Trình tự thực hiện: Trọng tài sẽ quan sát các cầu thủ, sau đó rút thẻ xanh lục cho cầu thủ có hành động đẹp trong thời gian bóng ngoài cuộc. Cuối trận đấu, trọng tài sẽ thông báo cho Ban tổ chức các cầu thủ nhận thẻ xanh lục. Hàng tháng, Ban tổ chức sẽ thống kê lại các cầu thủ nhận bao nhiêu thẻ xanh lục trong tháng đó. Những cầu thủ nhận nhiều thẻ xanh lục nhất, trong nhiều trận đấu nhất sẽ nhận được phần thưởng của Ban tổ chức. Phần thưởng sẽ được trao trong lễ bế mạc giải.
Trước đây, thẻ xanh lục được sử dụng để gọi các nhân viên y tế vào sân. Khi trên sân có một cầu thủ bị thương, trọng tài sẽ rút thẻ xanh để tạm dừng trận đấu và lúc đó nhân viên y tế sẽ vào sân. Tuy nhiên hiện nay, để gọi nhân viên y tế, trọng tài chỉ cần sử dụng hiệu lệnh vẫy 2 tay.
Ngoài ra, tại giải bóng đá dành cho các quốc gia, các dân tộc thiểu số và các khu vực không thuộc FIFA, CONIFA 2018, trọng tài sử dụng thẻ xanh lục như một hình phạt. Cầu thủ sẽ bị đuổi khỏi sân. Nhưng khác với thẻ đỏ, đội bóng vẫn được phép thay thế bằng một cầu thủ dự bị.

## Ứng dụng
Thẻ xanh lục hiện nay chỉ được áp dụng tại Giải hạng nhì Ý (Serie B). Trước đó, thẻ này còn được áp dụng duy nhất tại giải bóng đá dành cho các quốc gia, các dân tộc thiểu số và các khu vực không thuộc FIFA, CONIFA, mùa giải năm 2018.

## Các hành động xứng đáng được nhận thẻ xanh lục
- Tạm dừng chơi bóng khi có cầu thủ nằm sân (bất kể của đội nhà hay đối phương)
- Chủ động nhận lỗi với trọng tài trước khi bị phạt thẻ vàng hay thẻ đỏ (cầu thủ đó có thể được miễn phạt thẻ)
- Chủ động đá bóng ra đường biên trong thời gian bóng chết
- Báo cáo với trọng tài hoặc can ngăn cầu thủ phạm lỗi (bất kể của đội nhà hay đối phương)
- Báo cáo với trọng tài các tình huống dẫn tới quyết định sai lầm của trọng tài (bất kể quyết định đó có lợi hay bất lợi cho đội nhà hay đối phương)
- Chủ động ngăn các cuộc ẩu đả, xô xát hoặc hành vi phi thể thao đến từ cầu thủ hoặc cổ động viên (bất kể của đội nhà hay đối phương)
- Đỡ cầu thủ bị thương ra khỏi sân (bất kể của đội nhà hay đối phương)
- Các hành động khác